# リサーガム (潜水艦)

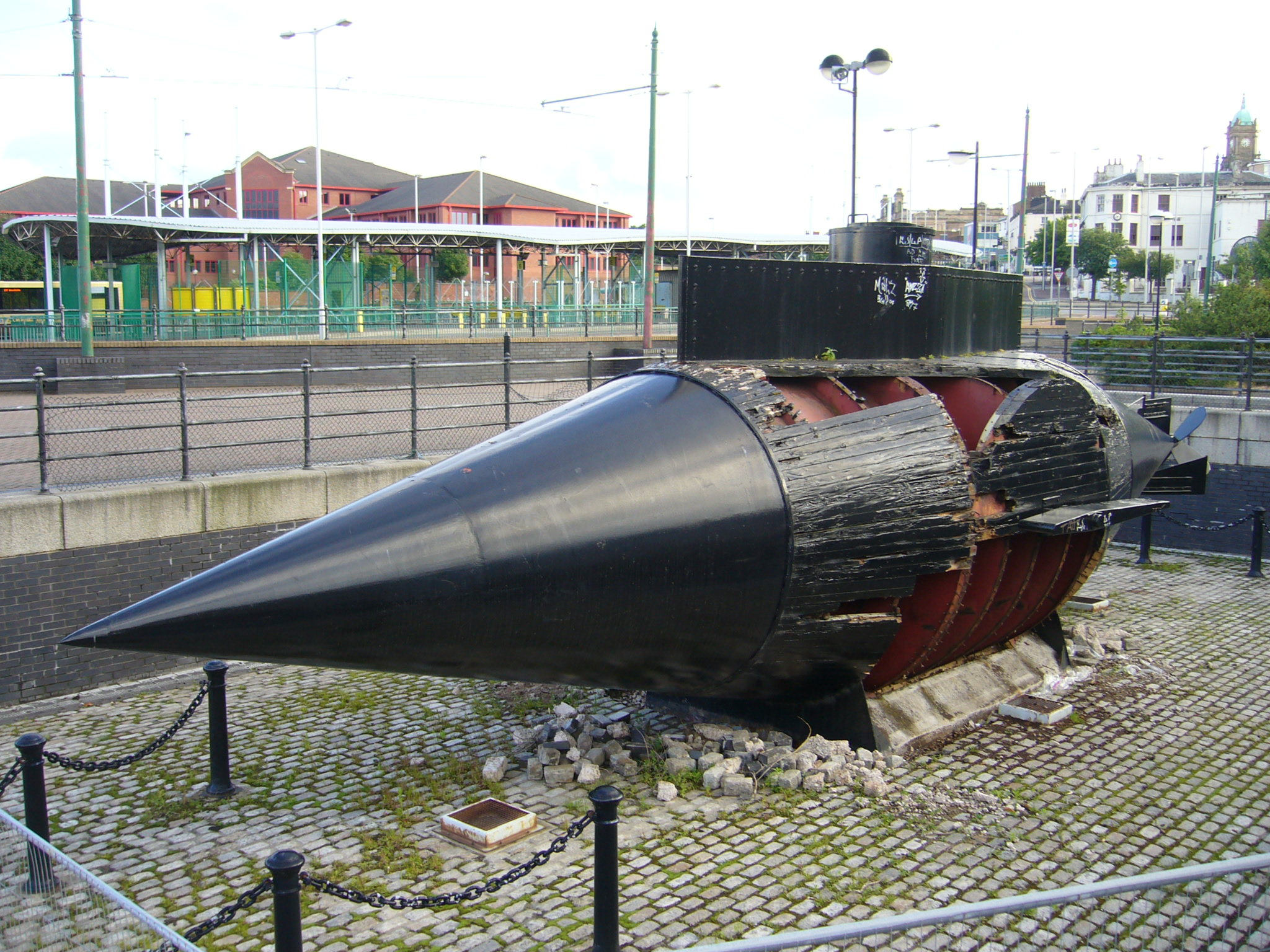
1997年に作製されたリサーガムのレプリカ。バーケンヘッドのMersey Ferryターミナルそばに展示されている。

リサーガム（Resurgam、ラテン語で私は再び立ち上がるの意）は、ジョージ・ギャレットが設計した19世紀のイギリスの潜水艦。艦艇の周囲に張り巡らされた防雷網を突破するために作製された。

## リサーガム I
最初のリサーガムは1878年に製造された、長さ15フィートの一人乗り人力潜水艦で、その形状から「牧師補の卵（curate's egg）と呼ばれた。 その小ささと一人乗りであることから、兵器としては効率的ではなかった。

## リサーガム II

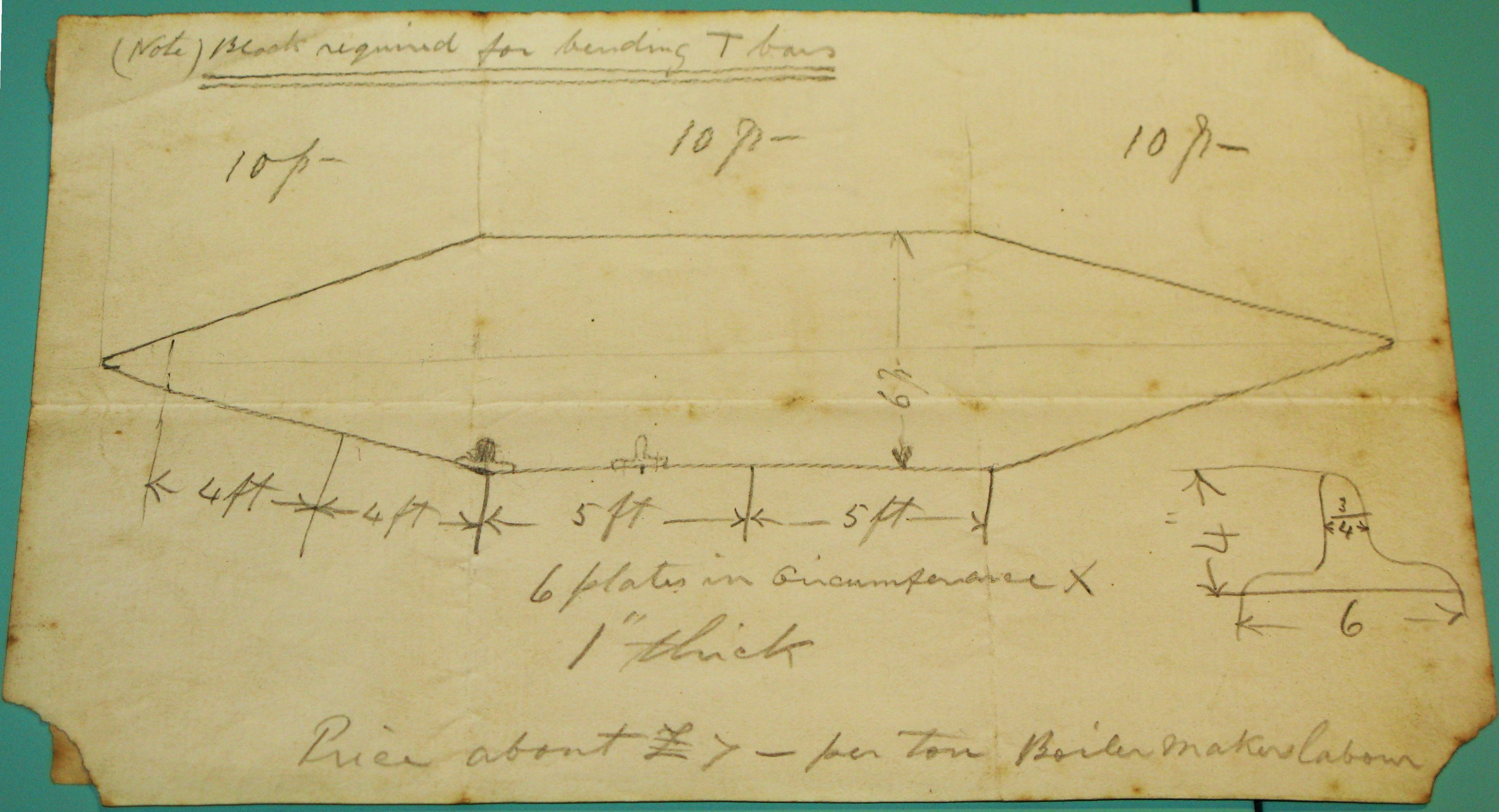
ジョージ・ギャレットによるリサーガムのラフスケッチ

2隻目のリサーガムはバーケンヘッド（Birkenhead）のCohran & Co.で建造され、1879年11月26日に進水した。鉄製のフレームに鉄製のプレートを固定して、中央部は木で被覆され鉄製のストラップで補強された。建造時の長さは45フィート、直径10フィートで、重量は30トン、乗員は3名であった。1872年にアメリカ人ユージン・ラム（Eugene Lamm）が特許を取得した閉サイクル蒸気機関を採用し、単軸プロペラを駆動することにより4時間までの航行が可能であった。正浮力を持つように設計されていたため、潜行する際には船体中央の水平舵で操作した。建造コストは£1,538であった。
ウォラシー（Wallasey）のイースト・フロート（East Float）で成功裏に試験を終えた後、イギリス海軍へのデモンストレーションのために、バーケンヘッドからポーツマスまでの自力航行が計画された。
しかしながら、航海中のメカニカルトラブルのため、リール（Rhyl）で修理のためにドックに入った。修理完了後、風は強かったがギャレットが水補給船として購入していた蒸気船Elphinに曳航されて夜間に出港した。途中Elphinのエンジンに問題が生じ、リサーガムの乗員も手伝うためにElphinに移乗した。ところが、リサーガムのハッチは外からロックできるようには設計されていなかったため、波をかぶるとそこから海水が流れ込み、増加した重量に耐え切れずに曳航ロープが切れてしまった。1880年2月25日、リサーガムはリヴァプール湾のリール沖で沈没した。

## 沈没地点の発見
沈没後何年もの間、リサーガムの沈没地点は不明であった。1995年、熟練の沈船ダイバーであるキース・ハーレイが、618mの海底において邪魔な漁網を取り除くことによって発見した。1996年7月4日、沈船保護法によって、保護沈船42号に指定された。保護域は北緯53度23.78分 西経03度33.18分 / 北緯53.39633度 西経3.55300度座標: 北緯53度23.78分 西経03度33.18分 / 北緯53.39633度 西経3.55300度を中心に半径270mである。発見時には司令塔の操舵輪は壊れており、小型の部品は失われていた。
1997年、沈没地点を調査するSUBMAPと呼ばれる計画が水中考古学グループによって開始された。海洋考古学会（Nautical Archaeology Society）が組織した100人を超えるボランティアダイバーが、船体構造やそこに住み着いた生物等を、リモート・センシング装置を使って調査した。SUBMAPの調査結果はデジタル・アーカイブとして公開されている。沈船自体は、さらなる腐食を防ぐため、船体に取り付けられた犠牲陽極によって保護されている。引き上げ計画は、現時点では具体化していない。
1997年にレプリカが作製され、バーケンヘッドのウッドサイド（Woodside）に展示されている。

## 参考資料
- , The Father of the Submarine, Scanlan Murphy W., 1987, William Kimber & Co Ltd, ISBN 0 7183 0654 6
- Divernet article about discovering the submarine Retrieved 20 November 2006
- Fenwick, Valerie and Gale, Alison (1998), pp 143–144, Historic Shipwrecks, Discovered, Protected and Investigated, Tempus Publishing Limited, ISBN 0-7524-1473-9.
- Statutory Instrument 1996 No. 1741 Office of Public Sector Information. Retrieved 19 October 2006
- Advisory Committee on Historic Wreck Annual Report 2005. Retrieved 6 October 2006
- Wreck Detectives 2004
- Mersey Shipping News (16 March 1997) Retrieved 12 October 2007
- SUBMAP Photographs Retrieved 4 September 2009
- Compton-Hall R. (1999), pp 81–94, The Submarine Pioneers, Sutton Publishing Ltd, ISBN 0 7509 2154 4
- Scanlan Murphy W. (1987), pp 62–83, The Father of the Submarine, William Kimber & Co Ltd, ISBN 0 7183 0654 6
- Bowers P. (1999), pp89–129, The Garrett Enigma, Airlife Publishing Ltd., ISBN 1 84037 066 1